# エリサベト・ヴァーサ
エリサベト・ヴァーサ（Elisabet Vasa, 1549年4月5日 - 1597年11月20日）は、スウェーデン王グスタフ・ヴァーサとその2番目の妃マルガレータ・レイヨンフーヴッドの間の五女、末娘。メクレンブルク公子でラッツェブルク司教領監督のクリストフ（Christoph zu Mecklenburg）と結婚した。

## 生涯
エリサベトは1562年、メクレンブルク＝ギュストロー公アルブレヒト7世の息子クリストフと婚約したが、クリストフは1563年に紛争に巻き込まれて捕えられ、数年のあいだポーランドで捕虜となったため、婚約は自然に解消された。兄たちはエリサベトに出来るだけ条件の良い嫁ぎ先を見つけようとし、トスカーナ大公国の支配者メディチ家や、フランス王アンリ3世との縁組を進めたが、いずれも実現しなかった。
エリサベトはスウェーデン宮廷で穏やかな生活を送り、兄弟たちの私生児の世話をしながら暮らした。エリサベトの侍女カリン・モンスドッテルは、異母兄エリク14世の愛人となり、のちに王妃となった。エリサベトは1568年にエリク14世が廃位されたとき、最後までエリクの傍にいたが、結局は彼を見捨てて継母のカタリーナ・ステンボックとともに舟でストックホルムの街を逃れた。エリサベトは何かと争いごとの多い兄弟姉妹たちの仲裁役だった。
一方、元婚約者のクリストフは1577年に妻のデンマーク王女ドロテアを亡くして寡夫となった。エリサベトとクリストフの結婚話が再び持ちだされ、2人は1581年5月14日に結婚した。エリサベトはドイツに移り、夫の住むシュヴェリーンで暮らした。2人は若い頃から惹かれあっており、結婚生活は非常に愛情深いものだった。
1592年に夫と死別すると、エリサベトは母国に戻った。そして1597年、再婚話が来た矢先に急死した。

## 子女
夫のクリストフとの間に娘を1人もうけた。
- マルガレーテ・エリーザベト（1584年 - 1616年） - 1608年、メクレンブルク＝ギュストロー公ヨハン・アルブレヒト2世と結婚